# 宗麟祥
宗麟祥（？—1642年），號仁趾，河南汝州鲁山县人。

## 生平
天啓四年（1624年）甲子科河南乡试举人，崇祯十三年（1640年）庚辰科進士，工部观政，未授官。崇祯十五年，李自成陷汝州，宗麟祥与练总詹思鸾等谋不轨，被鲁山知县杨呈芳捕杀。
《河南通志》载：宗印芳（宗胤芳）妻江氏，鲁山人，崇祯十五年寇变，与长男进士麟祥妻袁氏、孙女孙妇举家九口登楼自缢，二氏持刀自尽，血溅于壁。